# Південна Японія
Південна Японія (яп. 南日本, みなみにっぽん、みなみにほん, мінамі ніппон) — термін для позначення південної частини Японського архіпелагу. Антонім — Північна Японія.
Законодавчо межі Південної Японії не визначені. Зазвичай до неї відносять регіони Кюсю на острові Кюсю та Окінава на островах Рюкю. До Другої світової війни до Південної Японії входив також Тайвань.
Південну Японію інколи зараховують до Західної Японії у широкому сенсі або включають до Південно-Західної Японії.

## Префектури
- Каґосіма
- Кумамото
- Міядзакі
- Наґасакі
- Ойта
- Окінава
- Саґа
- Фукуока

## Найбільші міста
- Фукуока, Фукуока
- Кітакюсю, Фукуока
- Кумамото, Кумамото